# Decatur (Mississipi)
Decatur és una població dels Estats Units a l'estat de Mississipi. Segons el cens del 2000 tenia 1.426 habitants.

## Demografia
Segons el cens del 2000, Decatur tenia 1.426 habitants, 407 habitatges, i 269 famílies. La densitat de població era de 534,5 habitants per km².
Dels 407 habitatges en un 31% hi vivien nens de menys de 18 anys, en un 44,5% hi vivien parelles casades, en un 18,2% dones solteres, i en un 33,9% no eren unitats familiars. En el 30,7% dels habitatges hi vivien persones soles el 9,6% de les quals corresponia a persones de 65 anys o més que vivien soles. El nombre mitjà de persones vivint en cada habitatge era de 2,3 i el nombre mitjà de persones que vivien en cada família era de 2,85.
Per edats la població es repartia de la següent manera: un 16,5% tenia menys de 18 anys, un 41,8% entre 18 i 24, un 16,4% entre 25 i 44, un 14,9% de 45 a 60 i un 10,3% 65 anys o més.
L'edat mediana era de 21 anys. Per cada 100 dones de 18 o més anys hi havia 97,3 homes.
La renda mediana per habitatge era de 28.333 $ i la renda mediana per família de 37.115 $. Els homes tenien una renda mediana de 28.875 $ mentre que les dones 20.000 $. La renda per capita de la població era de 10.839 $. Entorn del 14,8% de les famílies i el 19,4% de la població estaven per davall del llindar de pobresa.

## Poblacions més properes
El següent diagrama mostra les poblacions més properes.